# Jacques Veggia
Jacques Veggia est un footballeur puis entraîneur français né le 14 février 1942 à Saint-Jeoire-en-Faucigny dans le département de la Haute-Savoie. Surnommé « Jacky », il évolue au poste de milieu de terrain du début des années 1960 au milieu des années 1960. Formé à l'AS Saint-Étienne avec qui il remporte le championnat de France en 1963-1964, il évolue ensuite au Sporting Toulon.
Devenu entraîneur, il dirige, en Division d'Honneur, le Club sportif de Thonon de 1971 à 1975, puis l'Union sportive Annemasse pendant 10 ans et le Football Club de Gaillard, qu'il mène jusqu'en DH, avec à ses ordres Pascal Dupraz.

## Biographie
Originaire de Saint-Jeoire dans le Faucigny (ancienne province de la Savoie historique) mais formé à l'Association sportive de Saint-Étienne, il évolue au poste de milieu de terrain, cependant, une blessure dans ses jeunes années bouscule sa carrière malgré des débuts prometteurs. Il joue ensuite une saison au Sporting Toulon en deuxième division et en devient le meilleur buteur pour l'exercice 1962-1963 à égalité avec l'international français Célestin Oliver. Il fait partie de l'équipe championne de France en 1964 (en ayant disputé 7 matchs dans la saison). Il termine sa carrière à l'AC Arles en Championnat de France amateur en disputant 2 rencontres lors de la saison 1965-1966,.
À la suite de sa carrière de joueur, il rejoint sa Haute-Savoie natale pour y exercer la fonction d'entraîneur au Club sportif de Thonon de 1971 à 1975. Alors que le club vient de remonter en division d'Honneur, l'équipe s'installera à ce niveau sous la direction de Jacky Veggia. Par la suite, Veggia s'engage à l'Union sportive Annemasse. Le club haut-savoyard vient alors de descendre en division d'Honneur après la première et seule saison de son histoire au quatrième échelon français (Division 4). L'objectif est donc de remonter, et après avoir décroché la place de vice-champion de DH en 1981, Jacky Veggia et l'USA s'adjugent le titre en 1983 et remontent en D4. En deux saisons dans le groupe F de cette compétition, l'USA se place à la troisième puis deuxième place, synonyme de montée historique en Division 3. Cependant, la marche est trop haute et Annemasse ne se maintient pas en finissant 15e du groupe Sud dès 1986. Jacky Veggia et les dirigeants de l'USA n'abandonnent pas et font malgré tout preuve d'acharnement en remontant en D3 deux ans plus tard, grâce au titre de champion de Division 4 1988 pour le groupe E. La saison 1988-1989 est en tout point semblable à la précédente saison de l'USA en 3e division puisque l'équipe termine à la 15e place du groupe Centre et est à nouveau reléguée, c'est à ce moment-là que Jacky Veggia et l'US Annemasse se séparent.
En effet, l'entraîneur haut-savoyard quitte le centre d'Annemasse pour sa proche périphérie en rejoignant le FC Gaillard des présidents Salvatore Mazzeo et Maryvan Baquerot, alors en Promotion d'Honneur régional de la Ligue Rhône-Alpes de football (7e division) depuis quatre ans. La première saison de Jacky Veggia aux commandes de l'effectif gaillardin est une réussite puisque les « jaunes et noirs » finissent champion de la poule B (à deux points devant le CA Saint-Jean-de-Maurienne) et montent en Division d'Honneur régional. Au bout d'un an en DHR, l'équipe se maintient facilement avec une cinquième place du groupe B en fin de saison, et les dirigeants continuent de faire grandir leurs ambitions,. C'est ainsi qu'ils approchent le natif de la région Pascal Dupraz, fraîchement retraité du monde professionnel (ancien attaquant du CS Thonon, du Sporting Toulon et du Stade brestois), et lui proposent de venir tenter l'aventure avec les jaunes et noirs du FCG pour essayer de faire briller le club au plus haut niveau. Pascal Dupraz accepte et entre donc dans l'effectif dirigé par Jacky Veggia. Pour cette deuxième saison à ce niveau, l'équipe finit deuxième du groupe B derrière le CA Saint-Jean-de-Maurienne puis gagne le championnat la saison suivante et monte en Division d'Honneur. Lors de cette saison 1992-1993, le FC Gaillard s'illustre également en coupe de France et ne s'incline qu'au 8e tour de la Coupe de France, dans les prolongations d'un match perdu 3-0 face à Martigues, marqué par la blessure du meneur Dupraz au tendon d'Achille,.
À la suite de la promotion en DH, les dirigeants, en concertation avec l'entraîneur alors en place, décident que Pascal Dupraz serait entraîneur-joueur et Jacky Veggia lui cède donc sa place.

## Statistiques
| Saison                | Club                  | Championnat           | Championnat | Championnat | Coupe(s) nationale(s) | Coupe(s) nationale(s) | Coupe Charles Drago | Coupe Charles Drago | Total | Total |
| Saison                | Club                  | Division              | M.          | B.          | M.                    | B.                    | M.                  | B.                  | M.    | B.    |
| 1959-1960             | AS Saint-Étienne      | 1                     | 2           | 0           | 0                     | 0                     | 0                   | 0                   | 2     | 0     |
| 1960-1961             | AS Saint-Étienne      | 1                     | 5           | 2           | 0                     | 0                     | 0                   | 0                   | 5     | 2     |
| 1961-1962             | AS Saint-Étienne      | 1                     | 5           | 2           | 1                     | 0                     | 0                   | 0                   | 6     | 2     |
| 1962-1963             | Sporting Toulon Var   | 2                     | 26          | 7           | 6                     | 3                     | 0                   | 0                   | 32    | 10    |
| 1963-1964             | AS Saint-Étienne      | 1                     | 7           | 0           | 0                     | 0                     | 1                   | 0                   | 8     | 0     |
| 1964-1965             | AS Saint-Étienne      | 1                     | 0           | 0           | 0                     | 0                     | 0                   | 0                   | 0     | 0     |
| 1965-1966             | AC Arles              | 3                     | 2           | 0           | 0                     | 0                     | 0                   | 0                   | 2     | 0     |
| Total sur la carrière | Total sur la carrière | Total sur la carrière | 52          | 14          | 1                     | 0                     | 1                   | 0                   | 54    | 14    |

## Palmarès

### Palmarès de joueur
- Champion de France en 1963-1964 avec l'AS Saint-Étienne

### Palmarès d'entraîneur
- Champion de division 4 en 1988 (groupe E) avec l'US Annemasse
- Vice-champion de division 4 en 1985 (groupe F) avec l'US Annemasse
- Champion de division d'Honneur en 1983 avec l'US Annemasse
- Vice-champion de division d'Honneur en 1981 avec l'US Annemasse

- Champion de division d'Honneur régional en 1993 (groupe B) avec le FC Gaillard
- Vice-champion de division d'Honneur régional en 1992 (groupe B) avec le FC Gaillard
- Champion de promotion d'Honneur régional en 1990 (poule B) avec le FC Gaillard